# Victor Buono
Victor Charles Buono, född 3 februari 1938 i San Diego, Kalifornien, död 1 januari 1982 i Apple Valley, Kalifornien, var en amerikansk skådespelare.
Buonos mormor var vaudevilleartist och lärde honom sånger och uppmuntrade honom att framträda för besökare. Buono tyckte om att göra detta men ville ändå bli läkare. När han var sexton år fick han en roll i pjäsen The Barretts of Wimpole Street. Han medverkade i flera pjäser varje år under sin skoltid och så småningom medverkade han i lokalradio och -tv. 
Buono upptäcktes av en talangscout från Warner Bros. som tog med honom till Hollywood för en provfilmning. Han spelade några gästroller på TV innan han fick sin första filmoroll i Vad hände med Baby Jane? (1962). I denna spelade han mot Bette Davis och Joan Crawford och han blev nominerad för en Oscar för sin insats. Efter detta medverkade han i flera stora filmer, såsom 4 för Texas (1963), 5 äss i leken (1964) och Mannen från Nasaret (1965). Han gjorde även rollen som King Tut, en av de återkommande skurkarna i TV-serien Läderlappen (1966-1968). Under 70-talet medverkade han i en rad italienska filmer. Under hela karriären fortsatte han att spela många roller på TV. Han gav även ut komedi-skivor. 
Han dog av en hjärtattack på nyårsdagen 1982.

## Filmografi (urval)
- 1962 – Vad hände med Baby Jane?
- 1963 – 4 för Texas
- 1964 – Hysch, Hysch, Charlotte!
- 1964 – 5 äss i leken
- 1965 – Mannen från Nasaret
- 1965 – Young Dillinger
- 1966 – Läderlappen (TV-serie)
- 1966 – Matt Helm - Vilken toppagent
- 1969 – De blodiga stövlarnas kulle
- 1970 – Bortom apornas planet
- 1971 – The Mad Butcher
- 1972 – Vredens dag
- 1978 – The Evil
- 1980 – Mannen som trodde han var Bogart
- 1982 – The Flight of Dragons (röst)